# Józef Londzin
Józef Londzin (ur. 3 lutego 1862 w Zabrzegu, zm. 21 kwietnia 1929 w Cieszynie) – polski ksiądz katolicki (od 1927 prałat, honorowy kanonik kapituł: katowickiej i sandomierskiej), działacz społeczny i polityczny, historyk, burmistrz Cieszyna.

## Życiorys
Jego ojciec był nauczycielem i miłośnikiem miejscowej kultury ludowej, a zamiłowanie to przekazał synowi. Józef Londzin po ukończeniu szkoły ludowej w Zabrzegu uczył się do 1884 w niemieckim gimnazjum w Bielsku, a następnie wstąpił do seminarium duchownego w Ołomuńcu, które ukończył w 1889 uzyskując święcenia kapłańskie.
Pracował następnie jako wikary w parafiach w Strumieniu i Międzyrzeczu, a w 1890 został przeniesiony do Cieszyna, gdzie objął obowiązki starszego wikarego i kapelana więziennego. Objął też obowiązki redaktora „Gwiazdki Cieszyńskiej” – czasopisma wydawanego w języku polskim, którym kierował (z przerwami) aż do swojej śmierci.
W 1897 zrezygnował z funkcji wikarego i objął stanowisko katechety w Gimnazjum Polskim prowadzonym przez Macierz Szkolną dla Księstwa Cieszyńskiego. Następnie został sekretarzem i skarbnikiem Macierzy, a w latach 1903–1904 jej przewodniczącym zarządu. Był też założycielem i aktywnym działaczem wielu innych polskich organizacji religijnych i społecznych, m.in. Dziedzictwa bł. Jana Sarkandra dla ludu polskiego na Śląsku. Był działaczem Polskiego Towarzystwa Turystycznego „Beskid” w Cieszynie od jego założenia w r. 1909, w latach 1912–1921 jego prezesem, a po połączeniu się „Beskidu” z Polskim Towarzystwem Tatrzańskim prezesem Oddziału PTT „Beskid Śląski” w Cieszynie (1921–1925). W ramach tej działalności turystycznej był jednym z inicjatorów budowy dwóch polskich schronisk turystycznych: na Ropiczce i Stożku. W roku 1896 zainicjował powstanie Muzeum śląskiego, gromadzącego zabytki polskiej przeszłości z terenu Śląska Cieszyńskiego.
Jako sekretarz Związku Śląskich Katolików, którym kierował od 1903 r., w 1907 i 1911 został wybrany do Rady Państwa w Wiedniu. W czasie I wojny światowej był członkiem Naczelnego Komitetu Narodowego. W październiku 1918 razem z Janem Michejdą, reprezentującym polskich ewangelików oraz socjalistą Tadeuszem Regerem stanął na czele Rady Narodowej Księstwa Cieszyńskiego. Wiosną 1919 brał udział w konferencji pokojowej w Paryżu, gdzie bronił interesów ludności polskiej i walczył o przyłączenie większości Śląska Cieszyńskiego do Polski. W latach 1919–1928 poseł na Sejm RP. Był członkiem klubu Narodowego Zjednoczenia Ludowego. W 1927 został wybrany burmistrzem Cieszyna. Senator II kadencji wybrany w 1928 roku z województwa śląskiego z listy BBWR. Obie funkcje sprawował do śmierci.
Pochowany w grobach zasłużonych dla miasta na Cmentarzu Komunalnym w Cieszynie.

## Dzieła
Józef Londzin jest autorem bibliografii druków wydanych na Śląsku Cieszyńskim oraz prac z dziejów kościoła i historii szkolnictwa na Śląsku Cieszyńskim. 
- Zaprowadzenie języka polskiego w szkołach ludowych w Księstwie Cieszyńskim - wersja cyfrowa na stronach Polony oryginału wydanego w Cieszynie w roku 1901[4].
- Stan szkół ludowych w Ks. Cieszyńskim na początku XIX stulecia - wersja cyfrowa oryginału wydanego w Cieszynie w roku 1902 na stronach PBI[5].
- Bibliografia druków polskich w Księstwie Cieszyńskiem od roku 1716 do roku 1904 - wersja cyfrowa na stronach SBC.
- Uzupełnienia do "Bibliografii druków polskich w Księstwie Cieszyńskiem od roku 1716 do roku 1904", jako też bibliografia nowszych druków aż do roku 1922. Cz. 1, (A-O) - wersja cyfrowa na stronach SBC oryginału wydanego w Cieszynie w roku 1922[6].
- Polskość Śląska Cieszyńskiego - wersja cyfrowa na stronach Polony oryginału wydanego w Cieszynie w roku 1924[7][8].
- Przyczynek do historji początków ruchu narodowego na Śląsku Cieszyńskim - wersja cyfrowa na stronach Polony oryginału wydanego w Cieszynie w roku 1926[9].

## Upamiętnienie

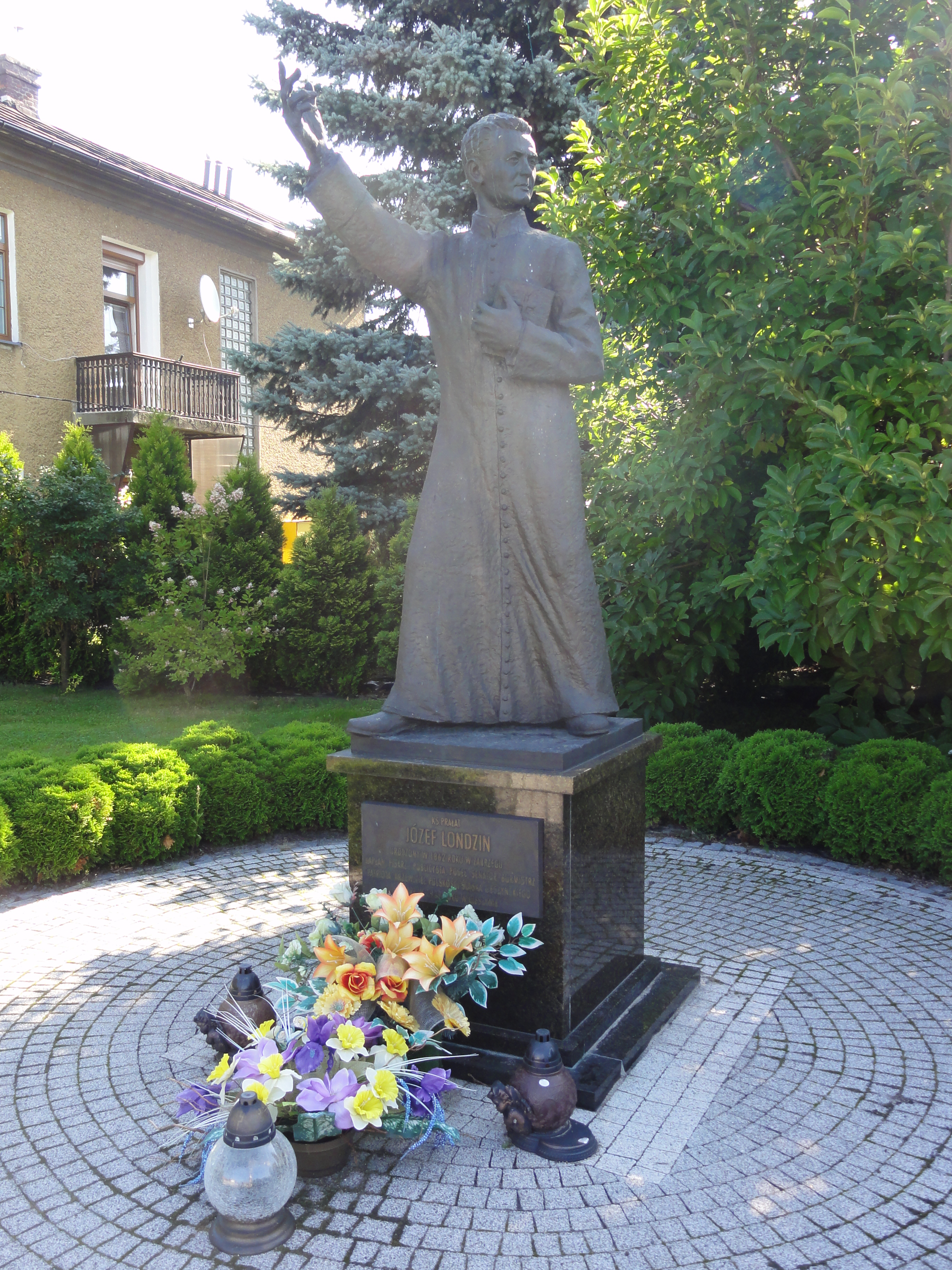
Pomnik ks. Józefa Londzina przy kościele św. Józefa w Zabrzegu

- Pomnik przy kościele św. Józefa w Zabrzegu
- Plac ks. Józefa Londzina w Katowicach[10]
- Ulica ks. Józefa Londzina w Bielsku-Białej
- Ulica ks. Józefa Londzina w Raciborzu
- Ulica ks. Józefa Londzina w Strumieniu